# Amy Aaröe
Amy Aaröe, född 20 maj 1925 i Stockholm, död 20 oktober 2024 i Frankrike, var en svensk dansare, skådespelare och filmbolagsdirektör.

## Biografi
Aaröe är dotter till kapten Arvid Aaröe och hans hustru Hjördis, född Ström. Hon filmdebuterade i Hasse Ekmans film Ombyte av tåg, som spelades in 1942 med premiär 1943. Aaröe hade sin första talroll på Skansenteatern som Titania i En midsommarnattsdröm 1945. Vid sidan av skådespelaryrket har hon varit direktör för filmbolaget Starfilm.
Amy Aaröe gifte sig 1955 med den franske dansören och diplomingenjören Guy Patrick Delmas. Paret fick en dotter i Paris 1959.

## Filmografi
- 1943 – Ombyte av tåg
- 1947 – ... och efter skymning kommer mörker
- 1947 – Skepp till Indialand
- 1948 – Kärlek, solsken och sång
- 1949 – Le silence de la Mer
- 1951 – Dårskapens hus

### Fotnoter
1. ↑  https://www.pfg.fr/avis-de-deces/ann-marie-aaroe-delmas-44115-24-000870
2. ↑   https://www.dn.se/familj/dodsannonser/#/CaseInline/945028
3. 1 2  ”Amy Aaröe”. Svensk Filmdatabas. http://www.sfi.se/sv/svensk-filmdatabas/Item/?type=PERSON&itemid=62524&iv=OVERVIEW. Läst 5 augusti 2012.
4. ↑  Dödsannons och minnesord i Svenska Dagbladet, 20 december 1961, sid. 2 och 18
5. ↑  Svenska Dagbladet, 17 juni 1945, sid. 20
6. ↑  Dagens Nyheter, 26 maj 1955, sid. 25
7. ↑  Dagens Nyheter, 10 oktober 1959, sid. 24